# Léo Herrmann (Maler)
Léo Herrmann (* 2., 12. oder 13. Juli 1853 in Paris; † 1927) war ein französischer antiklerikaler Maler.

## Leben
Herrmann war der Sohn eines Diamantenhändlers. Sein Vater stellte sich seinem Wunsch Künstler zu werden entgegen und weigerte sich ihn zu einem Meister in die Lehre zu geben. Herrmann war daher im Wesentlichen Autodidakt. Er wurde an der École des Beaux-Arts in Paris zugelassen, besuchte die Kurse aber nicht regelmäßig und nahm seit 1875 an den Pariser Genrebilder-Salons teil. Das erste Werk, das er dort ausstellte war A Bout d’Argument. Es folgte 1876 das Werk La Bonne Histoire. Er malte gelegentlich Dandies oder Soldaten, die meisten seiner Motive, die er in Öl und Aquarell fertigte, sind jedoch kirchliche Motive von Mönchen oder höheren Geistlichen. Seine Bilder zeigten meist Kardinäle in roten Soutanen in komischen Szenen. Einige seiner Kardinalsgemälde erinnern an Jean-Georges Vibert.
Werke (Auswahl)
- 1877: Le Scandale du Jour
- 1887: Au Rendez-Vous
- 1889: Le Goûter
- 1896: Au Cabaret

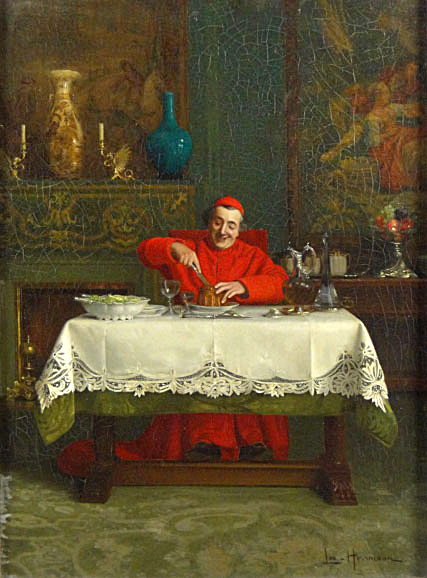
Mahlzeit
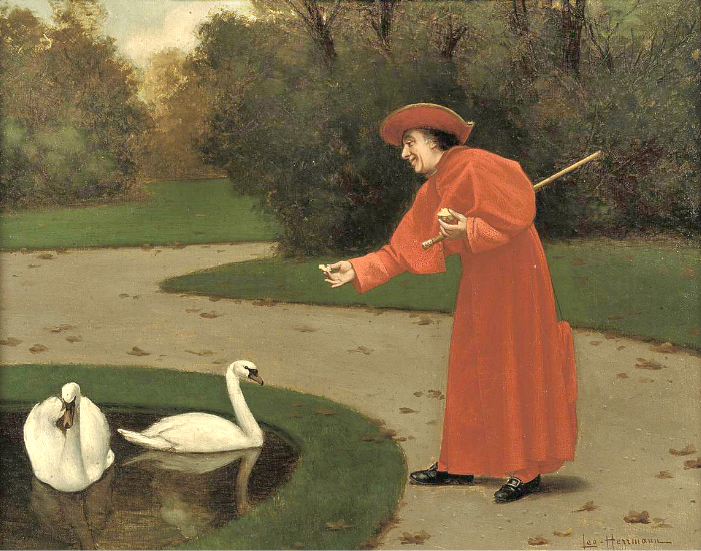
Am Schwanenteich
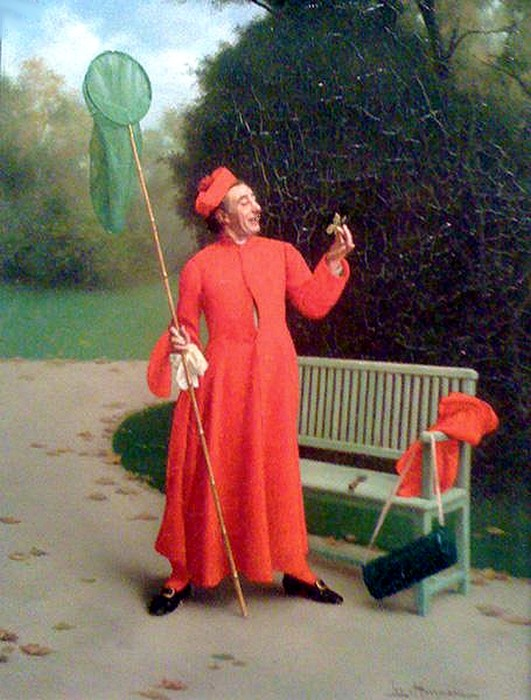
Schmetterlingsjagd
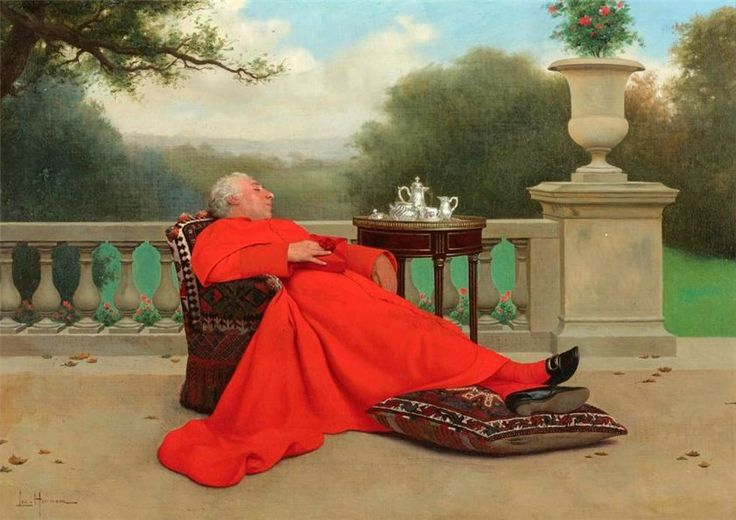
Das Nickerchen
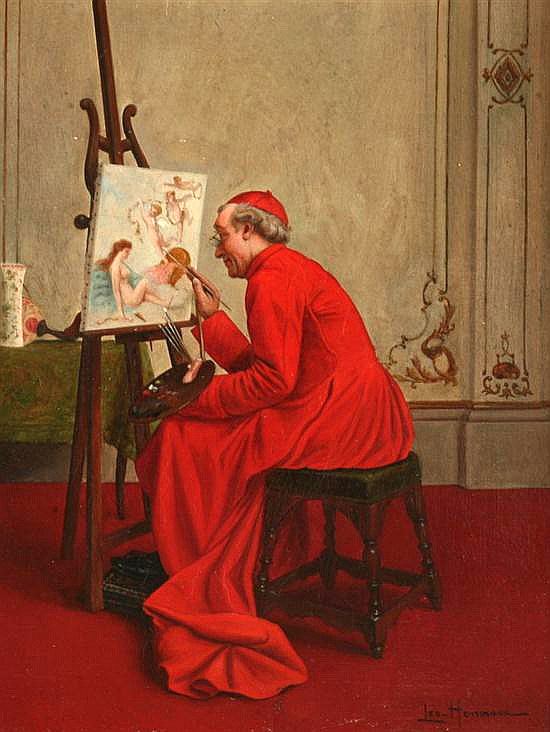
Der Kardinal in seinem Atelier